# Jusbrasil
Jusbrasil é um site brasileiro voltado para assuntos jurídicos, que reúne documentos jurídicos públicos, tais como processos e autos processuais, precedentes judiciais e administrativos (jurisprudência), doutrina, leis, diários oficiais, e conteúdos autorais em forma de artigos escritos por seus usuários.
O site é gerido por uma empresa privada do setor de tecnologia. Por ser voltada para o setor jurídico, se caracteriza como uma legaltech.

## História

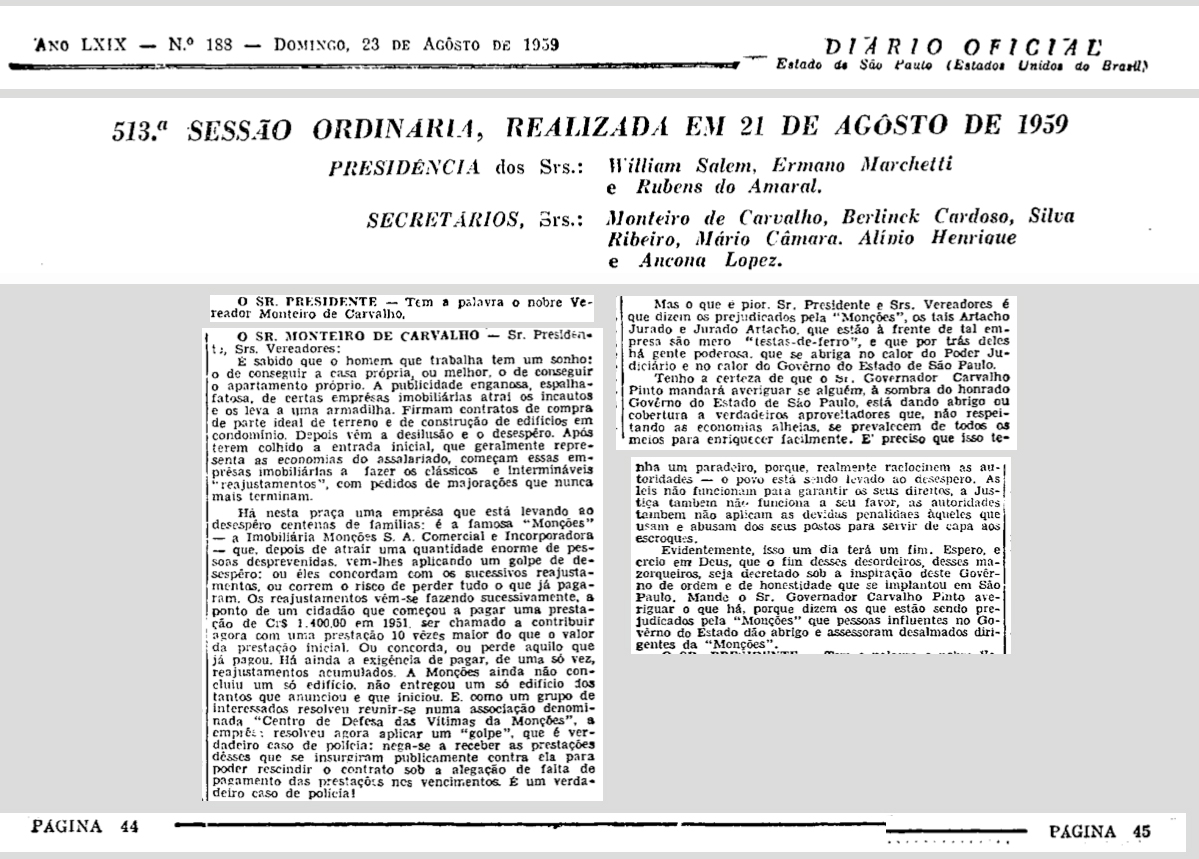
513ª sessão ordinária, realizada em 21 de agosto de 1959, publicada no Diário Oficial do Estado de São Paulo, um dos documentos disponíveis no Jusbrasil

A equipe de fundadores foi formada por um advogado e dois engenheiros naturais de Salvador, Bahia, que venceu dois editais da Fundação de Amparo à Pesquisa do Estado da Bahia e conseguiu 400 mil reais para a construção da empresa.
A empresa foi oficialmente fundada em 2008, servindo como um buscador para a área jurídica, facilitando a busca por documentos como publicações do Diário Oficial, que não eram facilmente indexados por buscadores genéricos como o Google. O site passou a ser utilizado por advogados, mas também pelo público leigo, servindo como ferramenta de acesso à justiça.
Em 2010 começou a desenvolver o setor de comunidade dentro do site, lançado oficialmente em 2012. Pouco depois, o site passou a ser utilizado também como rede social e posteriormente passou a oferecer também um serviço de conectar possíveis clientes a advogados.
Inicialmente, a marca era estilizada como JusBrasil, com "B" maiúsculo, mas em 2015 passou a utilizar o "b" minúsculo e se tornou Jusbrasil.
Em 2021, anunciou uma parceria com a Thomson Reuters para oferecer na plataforma conteúdo doutrinário, reunindo conteúdos de editoras reconhecidas, como a Revista dos Tribunais, com o objetivo de facilitar o acesso a materiais de referência para profissionais do direito.
No mesmo ano, o Jusbrasil adquiriu o Digesto com o objetivo de fortalecer sua atuação no segmento corporativo, em um caso que gerou debates relevantes no CADE sobre a interpretação das normas de controle antitruste no Brasil.
Em 2023, fez uma parceria com a OAB, seções de São Paulo e de Goiás, permitindo que advogados destes estados que tenham acesso gratuito ao plano mais completo de pesquisa site.
No mesmo ano, fez uma parceria com a Associação Brasileira de Jornalismo Investigativo, para ampliar o acesso de jornalistas a informações.
Em 2025, o Jusbrasil lançou o Jus IA, uma ferramenta de inteligência artificial para auxiliar advogados e juízes na elaboração e revisão de documentos jurídicos, utilizando modelos de linguagem especializado no mundo do direito e treinado no idioma nacional e acesso ao acervo jurídico do Jusbrasil.
No mesmo ano, o CNJ e o Jusbrasil firmaram uma parceria para disponibilizar a ferramenta de busca de jurisprudência do Jusbrasil no portal Jus.br, voltada ao uso pelos magistrados..
Já recebeu financiamento dos fundos Monashees, Founders Fund, SoftBank e Warburg Pincus.

## Características
O Jusbrasil já foi mencionado como referência em pesquisa de jurisprudência pelo Relatório de Resultados do Diagnóstico do CNJ de 2021. A plataforma centraliza o acervo de julgados dos tribunais, abrangendo o Supremo Tribunal Federal (STF), Superior Tribunal de Justiça (STJ), Tribunal Superior do Trabalho (TST), tribunais regionais (federais e estaduais), agências reguladoras e órgãos administrativos.
No modo "Pesquisa Jurídica Avançada", permite que advogados pesquisem também peças processuais e obras doutrinárias.
No modo "Consulta Processual" permite consultar e acompanhar atualizações de processos próprios e de terceiros a partir de CPF, CNPJ, nome ou número CNJ. Mulheres utilizam o Jusbrasil para verificar antecedentes criminais de potenciais parceiros antes de encontros presenciais, como parte de medidas de segurança pessoais.
A busca no site, ao mesmo tempo que é fácil, poder ser mal interpretada por leigos, que podem confundir as diferentes partes de um processo (réu, autor e representante), confundir pessoas com o mesmo nome (homônimos) e confundir mera citação em um processo com ter sido acusado por um crime.
Na frente "Fale com um advogado", o site atua conectando possíveis clientes a advogados assinantes, o que é uma das principais fontes de renda do site. Os usuários podem escrever sua dúvida, que será encaminhada aos assinantes, que podem entrar em contato.
Em 2024, criou a unidade Jusbrasil Soluções para oferecer ferramentas voltadas a empresas e órgãos públicos. A iniciativa integra os serviços da Digesto, empresa adquirida em 2021, e concentra soluções para análise de dados jurídicos, com foco em gestão de risco e compliance.

## Uso
Segundo matéria de 2015 do próprio Jusbrasil, 1 milhão de usuários utilizavam o site mensalmente com publicações e comentários, e mais de 90 milhões passam pelo site por ano, que era utilizado por mais de 700 mil advogados. Em nova matéria do Jusbrasil de 2017, disse registrat 300 novas publicações por dia.
Em 2018, estava entre os 20 sites mais acessados da internet brasileira. Em 2022, recebia cerca de 30 milhões de usuários únicos por mês. Em 2023, reunia 40 milhões de acessos por mês, segundo a ferramenta SimilarWeb.

## Atuação social
Em dezembro de 2022, o Jusbrasil lançou o Painel LGPD, em parceria com o Instituto Brasileiro de Ensino, Desenvolvimento e Pesquisa (IDP) e apoio do Programa das Nações Unidas para o Desenvolvimento (PNUD), com o objetivo de monitorar a aplicação da Lei Geral de Proteção de Dados nos tribunais brasileiros, analisando 1.789 decisões judiciais entre 2020 e 2022.
Em abril de 2023, o Jusbrasil, em parceria com o Instituto Democracia e Sustentabilidade (IDS) e o Imazon, lançou a plataforma JusAmazônia, que integra dados do Ministério Público e do Poder Judiciário sobre cerca de 6.500 ações civis públicas contra o desmatamento na Amazônia, utilizando cruzamento de imagens de satélite e análise jurídica para monitorar e agilizar a responsabilização judicial por destruição ambiental.
Em outubro de 2023, um estudo da Faculdade Baiana de Direito, com apoio do Jusbrasil e do PNUD, analisou 107 acórdãos em ações cíveis, trabalhistas e penais e concluiu que, entre julho de 2010 e outubro de 2022, nenhuma pessoa acusada por crime racial praticado na internet foi condenada a regime fechado.
Em janeiro de 2024, um levantamento conduzido pelo JusRacial, com base no repositório do Jusbrasil e em buscas nos sites dos tribunais, revelou um aumento expressivo no número de processos judiciais relacionados a racismo e intolerância religiosa no Brasil, contabilizando cerca de 176 mil processos em andamento em 2023, em todas as instâncias da justiça.

## Política
Resultados do site tem sido interpretados de maneira errônea, gerando desinformação e notícias falsas a respeito de políticos.
O site foi citado em 2023, durante audiência pública da Comissão de Constituição e Justiça da Câmara dos Deputados, que tratava dos ataques de 8 de janeiro em Brasília. Na audiência, o deputado André Fernandes atacou o ministro Flávio Dino, acusando-o de, segundo o Jusbrasil, responder a 277 processos na Justiça. Flávio Dino respondeu esclarecendo que o Jusbrasil não cita apenas os casos em que o cidadão é réu, mas diversos outros, já que o site cita "os nomes de quem pediu direito de resposta na Justiça, de quem foi requerido em um pedido de resposta, aparece o nome de quem registrou a candidatura ou prestou contas à Justiça Eleitoral, de quem foi testemunha em algum processo".
Alguns meses depois, a senadora Eliziane Gama, relatora da CPMI do Golpe, recebeu acusação semelhante. Mensagens no Facebook e WhatsApp afirmavam que ela responderia a 70 processos, quando este na realidade é o número total de resultados encontrados no site Jusbrasil ao se buscar pelo nome da senadora. Os resultados incluem processos arquivados, processos protocolados por ela, e processos em que ela é apenas citada.
O mesmo problema se repetiu durante outro momento na CPMI do Golpe, quando o ex-ministro Sergio Moro acusou o hacker Walter Delgatti Neto de responder a 46 processos, que o número é o mesmo encontrado ao se buscar pelo nome de Delgatti na plataforma. No entanto, em alguns destes processos Delgatti é citado como outra parte, e não como réu.